# Stephanomenyllus quadricostulatus
Stephanomenyllus quadricostulatus – gatunek chrząszcza z rodziny kózkowatych i podrodziny zgrzypikowych. Jedyny przedstawiciel rodzaju Stephanomenyllus.

## Zasięg występowania
Gatunek ten występuje w Papui Nowej Gwinei.